# Кампу-ди-Сантана (Параиба)
Кампу-ди-Сантана (порт. Campo de Santana) — муниципалитет в Бразилии, входит в штат Параиба. Составная часть мезорегиона Сельскохозяйственный район штата Параиба. Входит в экономико-статистический микрорегион Куриматау-Ориентал. Население составляет 8635 человек на 2006 год. Занимает площадь 246,656 км². Плотность населения — 35,0 чел./км².
Праздник города — 30 апреля.

## Статистика
- Валовой внутренний продукт на 2003 год составляет 13 800 766,00 реалов (данные: Бразильский институт географии и статистики).
- Валовой внутренний продукт на душу населения на 2003 год составляет 1536,83 реалов (данные: Бразильский институт географии и статистики).
- Индекс развития человеческого потенциала на 2000 год составляет 0,548 (данные: Программа развития ООН).